# Kanton Weesp
Het kanton Weesp was een kanton van het Franse Zuiderzeedepartement. Het kanton Weesp maakte deel uit van het arrondissement Amsterdam.

## Gemeenten
Het kanton Weesp omvatte de volgende gemeenten:
- Weesp
- Nederhorst den Berg